# København (dagblad)
 For alternative betydninger, se København (flertydig). (Se også artikler, som begynder med København)
København var et dansk dagblad, der udkom i perioden 2. juli 1889 – 30. april 1928 (videreførtes 1928-31. marts 1931 som Morgenbladet).
Det var forfatteren (og den senere indenrigsminister) Ove Rode der grundlagde bladet i 1889. Senere kom forskellige forretningsførere til. Fra 1893 blev det ejet af aktieselskabet A/S Dagbladet København, men aktiemajoriteten tilfaldt snart selskabets forretningsfører Harald Witzansky, der også var forretningsfører for Politiken, og han var eneejer til 1918.
Bladets politiske linje var oppositionelt og uafhængig af partiinteresser, men var også i perioder tilknyttet Venstrereformpartiet og fra 1922-1931 Venstre.
København var i det første årti et litterært og højrøstet oppositionsblad, præget af de mange litterære medarbejdere, der bl.a. inkluderer Herman Bang, Gustav Wied, Thomas Graae, Arthur Aumont, Frejlif Olsen, Knud Bokkenheuser og Gustav Esmann. Men efterhånden udvikledes det, under ledelese af Witzansky til et borgerligt opinionsorgan. En del medarbejdere forlod bladet til fordel for det nyoprettede Ekstra Bladet i 1904 og de to blade forblev stærke konkurrenter til 1906 hvor Witzansky forandrede København til et morgenblad. Det var fremover en stærk kritiker af Socialdemokratiet og især ved 1. verdenskrigs udbrud en stærk fortaler for et brud med neutralitetspolitikken.

## Historie
Harald Witzansky blev 1884 af Herman Bing ansat ved den nyetablerede avis Politikens administration og efterfulgte ved Bings død 1896 denne som forretningsfører. Sideløbende blev Witzansky i 1893 Københavns forretningsfører, og da bladet skrantede og var ved at bukke under, blev det reddet af Politiken. Witzansky fjernede chefredaktøren Johannes Hansen, som blev erstattet af J.A. Jensen. Sidstnævnte var imidlertid meget bramfri i sin polemik, fik flere fængselsdomme, og han blev 1897 afløst af præsten og skribenten Henning Jensen.
Oprindeligt havde Witzansky været på linje med Brandes og Viggo Hørup, men havde gradvist flyttet sig politisk. Han delte efterhånden ikke de radikales synspunkter på militæret, salget af Dansk Vestindien og forholdet til Socialdemokratiet. I stedet gled han som antisocialist i retning af en borgerlig, nationalt bevidst liberalisme, og han var 1900-1907 medlem af Københavns Borgerrepræsentation, hvor han repræsenterede den liberale gruppe, der dog var i listefællesskab med Socialdemokratiet.

### Bruddet medPolitikenog den ny linje
Den nye redaktionelle linje på København kom længere og længere væk fra Politikens, og i 1902 kom det til et åbent brud mellem Edvard Brandes og Witzansky, som forlod Politiken og satsede helt på København, hvor han både blev forretningsfører og chefredaktør. Samtidig gik avisen fra at være en middagsavis til at være et morgenblad. Han skrev ikke selv i sin avis, men satte Anders Vigen til at skrive stærkt polemiske lederartikler, som fik placeret København i forreste skudlinje i den danske presse. Vigen gik til biddet, og i 1913 blev Witzansky ekskluderet af Venstres redaktørforening grundet Københavns "indiskretioner".
Avisen var imod socialisme og pacifisme, kritisk over for de voksende fagforeninger og lagde sig politisk mellem Venstre og Højre. Københavns borgerligt-midtsøgende standpunkt blev lagt for had af både Politiken og Social-Demokraten. Ifølge Verner Jespersen i Dansk Biografisk Leksikon fik København en status som uafhængig meningsavis, som først blev gentaget med Dagbladet Information under ledelse af Børge Outze og Erik Seidenfaden.
Tilsvarende har Knud Bokkenheuser udtalt om Harald Witzansky, at han var "skaberen af bladets ånd; han bestemte selv dets intentioner og retning; han skønnede hurtigt og skarpt i enhver sag, tog uforfærdet sit standpunkt, og det veg han ikke en hårsbred fra. Han ejede en sikker evne til at vælge sine medarbejdere, at vurdere deres evner, at sætte dem på rette plads og at inspirere dem i sin ånd".

### Medarbejdere
Det lykkedes Witzansky at få vennen Herman Bang med fra Politiken til sit dagblad i vækst, og København fik også glæde af Frejlif Olsen, Christian Houmark og Gunnar Helweg-Larsen, forfatterne Valdemar Rørdam, Erich Erichsen, Karin Michaëlis, Knud Bokkenheuser og Knud Poulsen, historikerne Erik Møller og Vilhelm la Cour og arkæologen og kulturskribenten Frederik Poulsen. Henning Jensen fortsatte som kirkelig redaktør og sørgede for en unik kirkepolitisk linje.

### Resultater
Harald Witzansky fik skabt en overskudsforretning, som han selv nød godt af, da han selv ejede de fleste aktier i bladet. I 1918 solgte han temmelig uventet aktiemajoriteten til et interessentskab, som blandt andre rummede den konservative politiker og industrimagnat Alexander Foss. Harald Nielsen blev ny litterær redaktør, og mange medarbejdere følte, at avisen ændrede identitet. Anders Vigen tog afsked med blade, og Jesper Ewald, der også havde været skribent for København, skrev som reaktion på forandringerne romanen Solgte Drømme (1922). I længden passede det ny ejerskab heller ikke Witzansky, som i 1922 lod København overgå til partiet Venstre og få J.A. Hansen som ny chefredaktør.

## Redaktører
Denne liste er ufuldstændig; hjælp gerne med at udfylde den.
- 1889-12. juli 1892: Ove Rode
- 1889-1890: Oscar Madsen
- 1890-1891: Johan Knudsen
- 1889-1890: Carl Ewald
- 1891-1892: Per Scavenius
- 1892-1893: J.C. Henriksen
- 1893-31. august 1894: Johannes Hansen
- 1894-1896: J.A. Jensen
- 1897-1918: Henning Jensen
- 1902-1922: Harald Witzansky
- 1922-1927: J.A. Hansen

## Ekstern henvisning
- Digitaliserede udgaver af København (dagblad) i Mediestream
- Læs om København (dagblad) i opslagsværket "De Danske Aviser"